# NGC 6097
NGC 6097 est une vaste galaxie lenticulaire relativement éloignée et située dans la constellation de la Couronne boréale. Sa vitesse par rapport au fond diffus cosmologique est de 10 014 ± 4 km/s, ce qui correspond à une distance de Hubble de 147,7 ± 10,3 Mpc (∼482 millions d'al). NGC 6097 a été découverte par l'astronome français Édouard Stephan en 1880.
Selon la base de données Simbad, NGC 6097 est une galaxie LINER, c'est-à-dire une galaxie dont le noyau présente un spectre d'émission caractérisé par de larges raies d'atomes faiblement ionisés.
À ce jour, une mesure non basée sur le décalage vers le rouge (redshift) donne une distance d'environ 153,000 Mpc (∼499 millions d'al). Cette valeur est à l'intérieur des valeurs de la distance de Hubble.